# David Ier d'Éthiopie
Pour les articles homonymes, voir David Ier et David.
David Ier ou Dawit (vers 1350 - 1413), empereur d'Éthiopie de 1382 à 1413. Fils cadet de Saïfa-Arad, il succède à son frère aîné Néouya-Maryam.
Il transfère sa capitale plus au sud, à Jédaya (Yalabacha). Il combat les musulmans de l’Ifat dirigés jusqu’en 1386 par Hak ed-Din II puis par Saad ed-Din II. À l’intérieur, des querelles religieuses dressent les chrétiens les uns contre les autres.
David Ier accueille une ambassade de l’émir hanéfite d’Égypte, et envoie en retour au sultan Barkuk vingt-deux chameaux chargés de présents. Il obtient de Jérusalem un morceau de la Vraie Croix et diverses peintures, parmi lesquelles le célèbre Kouérata-Reésou représentant la figure du Christ couronné d’épines.
Le 16 juillet 1402, une ambassade éthiopienne nombreuse et richement dotée débarque à Venise, conduite par un Florentin du nom d'Antonio Bartoli, qui réside en Éthiopie depuis quelques années. Elle distribue de riches présents (dont des animaux comme des léopards) aux dirigeants vénitiens et à d'autres princes européens (dont les ducs cousins Guillaume et Albert d'Autriche, et le duc de Milan Jean Galéas Visconti). L'objectif est de rapporter en Éthiopie du matériel religieux (vêtements sacerdotaux, croix, calices, patènes, etc., et aussi icônes et reliques), et d'attirer des artisans européens dans le pays. Le doge Michele Steno aurait offert aux Éthiopiens un fragment de la Vraie Croix. Parmi les autres présents cités : une horloge, des miroirs, des étoffes, des tapis. Un splendide calice d'argent, offert par les Vénitiens en échange d'une perle de douze carats, fut revu cent vingt ans plus tard par Francisco Álvares.
Les archives vénitiennes ont conservé une liste d'artisans italiens qui repartirent avec les ambassadeurs : Vito, un peintre florentin vivant à Venise ; un armurier napolitain installé à Padoue ; Antonio, un maçon florentin ; un autre Antonio, charpentier florentin ; un tuilier et briquetier de Trévise. En fait, si donc certains cadeaux au moins arrivèrent à destination, on ignore ce qu'il advint du groupe d'artisans : une seconde ambassade éthiopienne arriva en 1404 à la recherche de la première. Il semble d'après des lettres contemporaines conservées que cette délégation séjourna à Rome, voulant en visiter les églises et obtenir des reliques.
C'est sans doute à la suite de ces ambassades que fut rédigé le plus ancien itinéraire européen connu pour un voyage en Éthiopie, l'Iter de Venetiis ad Indiam, dont le point d'origine est Venise, et dans lequel la route vers l'Éthiopie passe par Jérusalem. Ce document correspond au règne de David Ier. Concernant le pays lui-même, le texte comporte trois parties : une liste de routes pour se déplacer sur le territoire ; une présentation brève mais bien informée de l'organisation politique du pays (avec des références précises à des princes locaux) ; et (de manière très moderne) une liste d'expressions courantes en amharique avec la traduction en latin. On y trouve les noms des grandes provinces d'Éthiopie (Angot, Choa, Godjam, Walaga), et le nom de l'empereur David (appelé aussi le Prêtre Jean), dont il est dit qu'il réside l'hiver en « Chaamera », et sinon en « Sciohua ».
David Ier abdique en 1413 en faveur de Théodoros Ier d'Éthiopie, qui est l'aîné de ses quatre fils, lesquels sont successivement empereurs.

## Sources
- Notices d'autorité :   - VIAF
  - ISNI
  - GND
  - Pays-Bas
- Hubert Jules Deschamps, (sous la direction). Histoire générale de l'Afrique noire de Madagascar et de ses archipels Tome I : Des origines à 1800. p. 402 P.U.F. Paris (1970).